# Tradicijska kuća Ceraj
Tradicijska kuća Ceraj je objekt u mjestu Ivanić Miljanski, općina Zagorska Sela, na adresi Ivanić Miljanski 42. Objekt tradicijske arhitekture je građen na prijelazu između 19. i 20. stoljeća.

## Opis
Tradicijska kuća Ceraj nalazi se u jednom od zabačenih zaselaka sela Ivanić Miljanski, okružena tradicijskim gospodarskim zgradama. Stambena kuća - hiža - dimenzija cca 10×30 m, sagrađena je od hrastovih planjki vezanih na hrvaški vugel, na kamenom podnožju koje je djelomično recentno nadopunjeno betonskom blok-opekom. Sljubnice planjki kao i podnožje (sokl) kuće bojane su svijetloplavom bojom, koja se izvorno dobivala miješanjem modre galice i vapna, što kući daju izrazitu živopisnost, a karakteristika je tradicijskih kuća posebice na prostoru koji inklinira rijeci Sutli, odnosno na području današnje općine Zagorska Sela. Hiža je pokrivena dvostrešnim krovištem s utorenim glinenim crijepom, a zabatni zidovi obloženi su vertikalno postavljenim daskama, svaki s po tri otvora za prozračivanje. Duž glavnog, ulaznog pročelja proteže se karakteristični ganjak (ganjčec) iz kojeg se ulazi u prizemni dio kuće namijenjen stanovanju. Kuća je djelomično podrumljena, a ulaz u podrum nalazi se ispod ganjka. Nadvratnici oba ulaza – i u podrum i u prizemlje - rezbareni su u istom karakterističnom obliku zaobljenih uglova. Međukatne konstrukcije su drveni grednici s vidljivim gredama, jedino je pušnica, u koju se ulazi sa začelja kuće, svođena bačvastim svodom izvedenim u opeci. Kuća je sagrađena prije 100 - 150 godina i sačuvala je sve karakteristike tradicijskog graditeljstva.

## Zaštita
Pod oznakom Z-7590 zavedena je kao nepokretno kulturno dobro - pojedinačno, pravna statusa zaštićena kulturnog dobra.